# 로버트 베이커 (1940년생 배우)
로버트 베이커(영어: Robert Baker, 1940년 5월 18일 ~ 1993년 4월 14일)는 미국의 배우이다. 1972년에 개봉된 이소룡 주연의 영화 《정무문》에서 러시아 출신의 갱단 두목인 페트로브 역할을 맡았다.

## 출연 작품

### 영화
- 《정무문》 (1972년) - 페트로브 역